# Barbican Centre

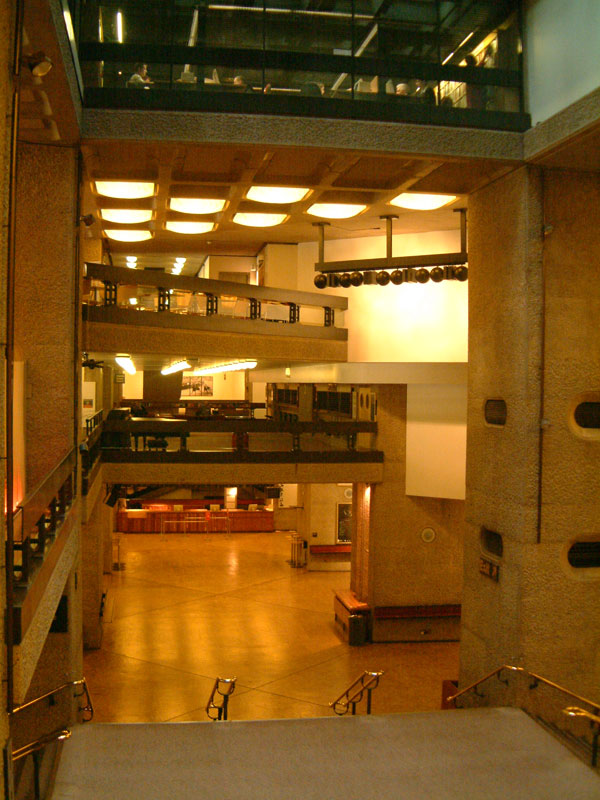
Innenansicht auf Foyer, Galerie und Bibliothek (2003)

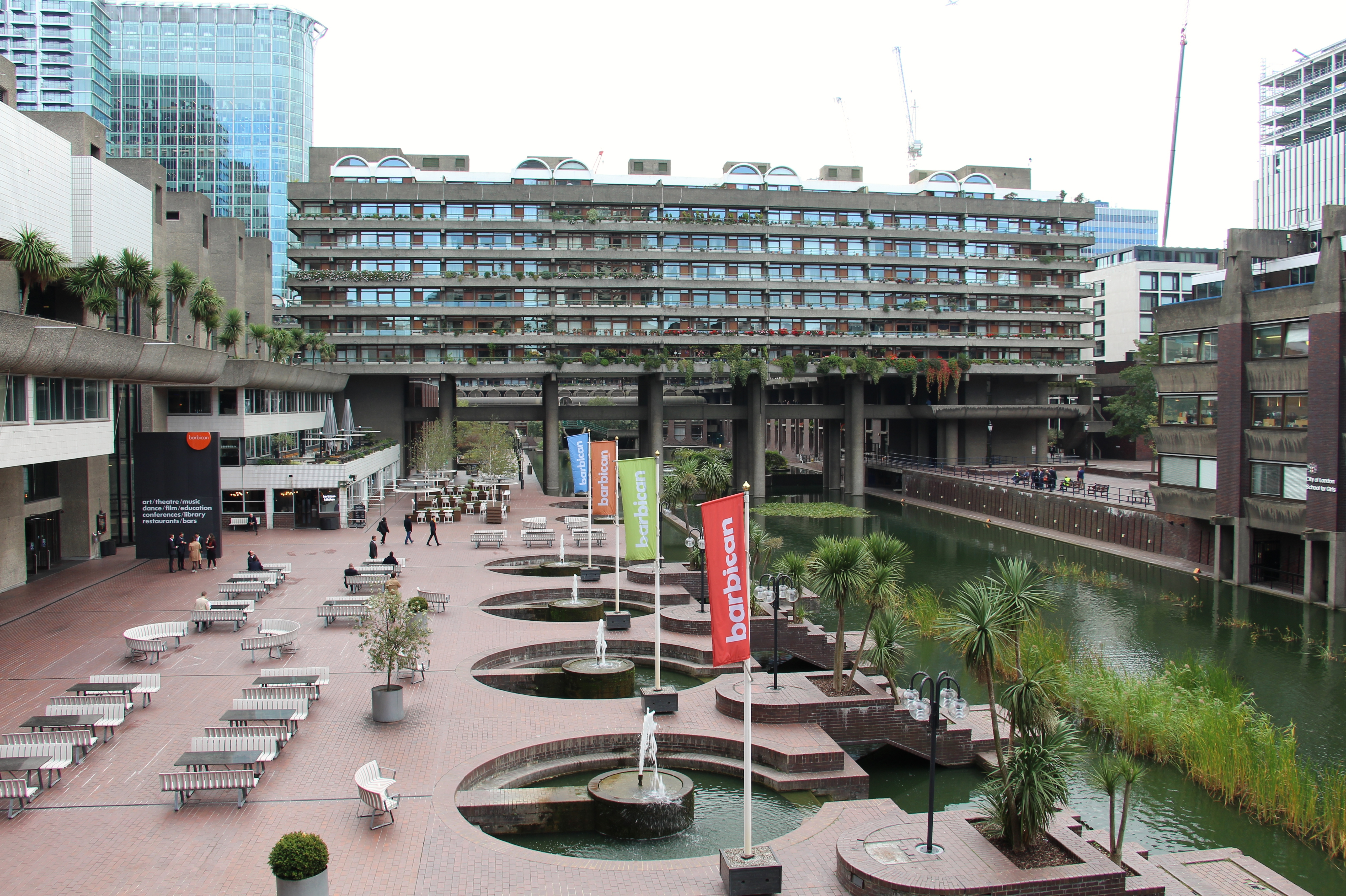
Barbican Estate

Das Barbican Centre ist das größte Kultur- und Konferenzzentrum von London. Es wurde 1982 eröffnet und wird dem Baustil des Brutalismus zugeordnet. Es liegt im Ostteil der City of London und umfasst die Barbican Hall (Konzerthalle mit 1949 Sitzplätzen), das Barbican Theatre (Theater mit 1166 Sitzplätzen), das Pit Theatre (Theater mit 200 Sitzplätzen), die Barbican Art Gallery, drei Kinos und sieben Konferenzsäle. Es ist Sitz des London Symphony Orchestra. 2024 betrug die Besucherzahl etwa 1,54 Millionen Personen.

## Baugeschichte
Das Quartier Barbican in der Innenstadt von London wurde im Zweiten Weltkrieg durch Angriffe der deutschen Luftwaffe (The Blitz) weitgehend zerstört. In den 1950er-Jahren wurde ein Architektenwettbewerb für seine Überbauung veranstaltet. Er wurde von dem damals einflussreichen Architekturbüro Chamberlin, Powell and Bon gewonnen. Es arbeitete ein Projekt für die größte Wohnsiedlung der City of London (Barbican Estate) und für ein Kulturzentrum aus. Die Corporation of London ließ das Barbican Centre zwischen 1971 und 1982 für damals 156 Millionen Pfund Sterling erbauen. Am 3. März 1982 wurde es von Königin Elisabeth II. eröffnet.